# Svätý Anton
Svätý Anton es un municipio del distrito de Banská Štiavnica en la región de Banská Bystrica, Eslovaquia, con una población estimada a final del año 2024 de 1284 habitantes.
Se encuentra ubicado al oeste de la región, cerca del río Hron —un afluente izquierdo del Danubio— y de la frontera con la región de Nitra.

## Demografía
| Año        | 1994 | 2004    | 2014    | 2024    |
| ---------- | ---- | ------- | ------- | ------- |
| Población  | 1126 | 1187    | 1218    | 1284    |
| Diferencia |      | +5,41 % | +2,61 % | +5,41 % |

| Año        | 2023 | 2024 |
| ---------- | ---- | ---- |
| Población  | 1284 | 1284 |
| Diferencia |      | +0 % |